# Shane Gaalaas
Shane Gaalaas (Londres, 8 de agosto de 1967) é um baterista canadense, conhecido por seu trabalho com a banda de heavy-metal japonesa B'z.
Ele foi capa da principal revista de bateria do Japão, "Rhythm & Drum", em outubro de 2013; ele também deu uma entrevista para a edição japonesa da revista Billboard, entre outras publicações.